# Kantarat Bajt Siri
Kantarat Bajt Siri (arab. قنطرة بيت سري) – wieś w Syrii, w muhafazie Aleppo, w dystrykcie Ajn al-Arab. W 2004 roku liczyła 1484 mieszkańców.